# Valepage (Adelsgeschlecht)

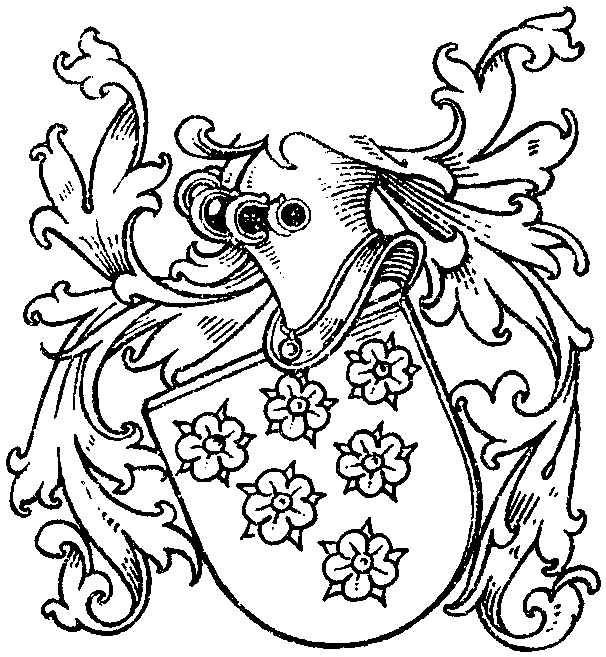
Wappen derer von Valepage (Wappenbuch des Westfälischen Adels)

Die Herren Valepage (auch von dem Wichmodeberg genannt Valepage) waren ein ritterbürtiges Adelsgeschlecht des Hochstifts Paderborn, das seinen Sitz im Delbrücker Land hatte.

## Geschichte der Familie
Der Name Valepage wird frühestens um 1353 als Beiname eines Rittergeschlechts von Kellinghausen (genannt Vahlepage) aufgeführt, das der Rüthener Chronist Christoph Brandis in einer Chronik von 1650 unter den Rüthener Geschlechtern des 14. Jahrhunderts nennt und das Anfang des 15. Jahrhunderts erloschen ist. Die urkundliche Ersterwähnung des Geschlechternamens Valepage fällt in das Jahr 1358. In einer Urkunde des Jahres 1385 erscheint der Name Valepage erstmals in Verbindung mit dem Bürener Geschlecht der Herren von dem Wichmodeberg (genannt Valepage), die im frühen 14. Jahrhundert als Zeugen des Stifts Böddeken sowie der Edelherren von Büren urkundlich auftreten und wohl einst von einem gleichnamigen später wüst gewordenen Sitz bei Büren stammten.
Im späten 14. Jahrhundert erscheinen die Herren von dem Wichmodeberg genannt Valepage als Vasallen des Benediktinerklosters Abdinghof, wodurch sie in den Besitz mehrerer Lehnshöfe im Delbrücker Land kamen. Den Mittelpunkt dieser Grundherrschaft bildete ein erstmals um 1337 als freies adeliges Sattellehen erwähnter Ritterhof. Die Valepagen gehörten zu den wenigen im Delbrücker Land ansässigen Grundherren. Sie werden unter den ritterbürtigen Geschlechtern des Paderborner Landes im Liber Dissentionum des paderbornschen Domscholasters Dietrich von Engelsheim aus dem Jahre 1444 genannt.
Mit ihrem Erlöschen gegen Ende des 15. Jahrhunderts kamen die valepagischen Lehen durch Heirat an einen Zweig des westfälischen Geschlechts der Herren von Varendorff, deren erste Belehnung auf das Jahr 1477 (erneut 1481) fällt und die den Namen Valepage weiterführten. Im 16. Jahrhundert traten die Valepage in die Dienste des Bistums Paderborn und wurden durch das Hochstift mit den Ämtern des bischöflichen Landvogts, Landschreibers sowie Holz- und Gografen des Delbrücker Landes betraut. In den Jahren 1594 bis 1603 erscheinen die Valepage in der Adelsmatrikel  des Stifts Altenheerse. Während des Dreißigjährigen Krieges des 17. Jahrhunderts dienten Angehörige des Geschlechts im Kurkölnischen-Landdrosten-Regiment. Im 18. Jahrhundert waren Valepagen Richter am Fürstenberger Patrimonialgericht und standen der Rentei der Schlösser  Erpernburg und Fürstenberg vor. Um 1844 erlosch das Geschlecht. Auf eine valepagische Stiftung des 19. Jahrhunderts geht das um 1860 eröffnete Delbrücker Josephs-Hospital zurück. Die Valepagenstiftung wirkt seit 1846 im Delbrücker Raum.

## Name
Der niederdeutsche Name Valepage bedeutet fahles Pferd und könnte auf die alte Pferderasse der Senner Rösser hinweisen. Vielleicht deutet der Name auf ein altes Sachsengeschlecht hin.

## Wappen
Das Wappenschild derer von dem Wichmodeberg genannt Valepagen führte sechs Rosen im Verhältnis 3 zu 2 zu 1. Eine Wappenähnlichkeit bestand zu den von Kellinghausen, die im von rot und silber gespaltenen Schild 3 rote und silberne Rosen in wechselnden Farben im Verhältnis 2 zu 1 und auf dem Helm einen offenen Flug führten. Seit dem späten 15. Jahrhundert führten die Valepagen im ungeteilten Schild den varendorffschen Löwen. In Siegeln des 18. Jahrhunderts erscheint als Helmfigur ein wachsender oder schreitender Fuchs.

## Besitz

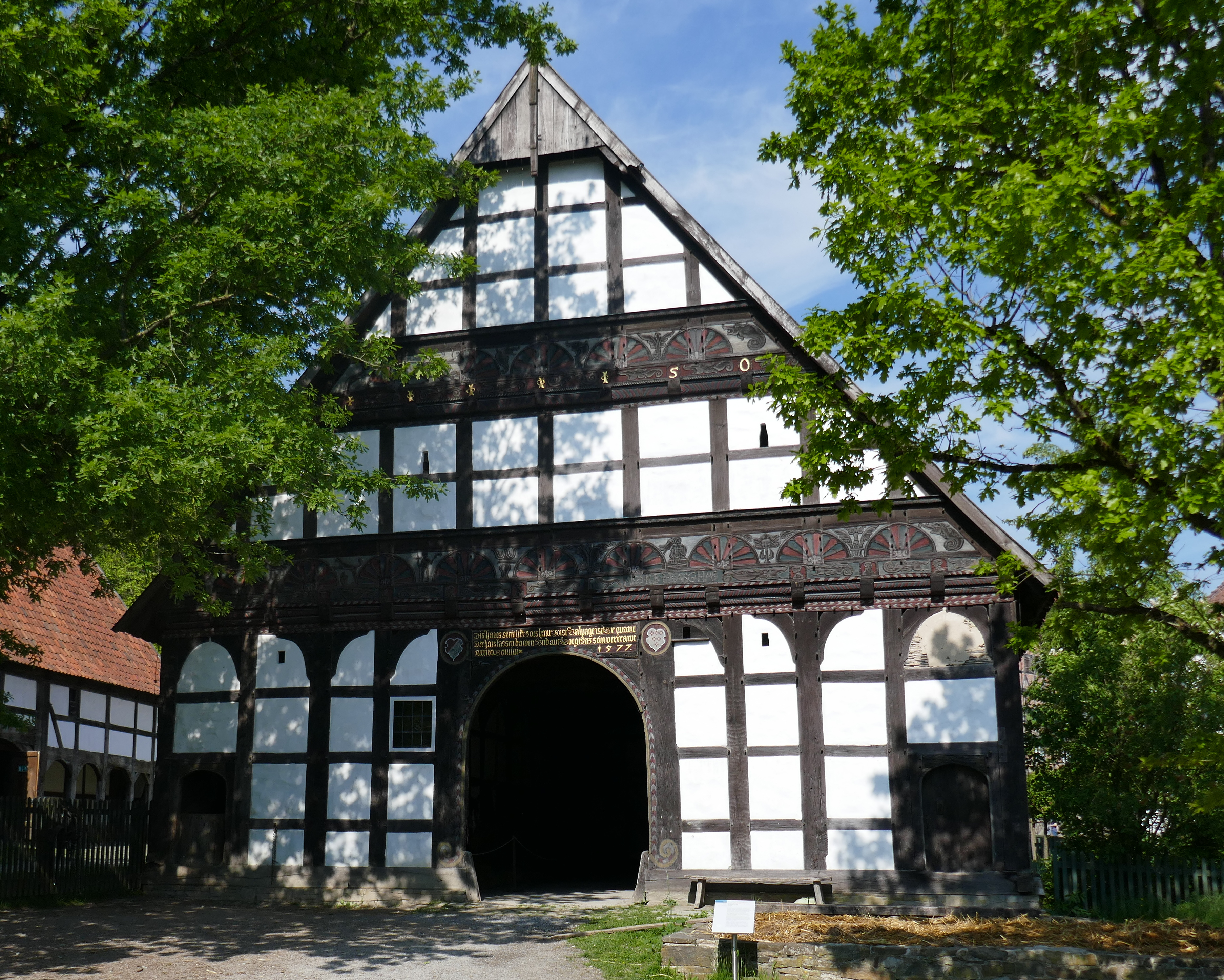
Hof Valepage

Der Lehensbesitz der Valepage erstreckte sich auf mehrere Lehenshöfe im Delbrücker Land, die im Hochmittelalter wohl eine eigenständige Villikation darstellten. Den Mittelpunkt dieser Grundherrschaft bildete ein schatzfreier Hof, der noch in der ersten Hälfte des 14. Jahrhunderts durch das Kloster Abdinghof an die Herren von der Lake verlehnt war. In der Zeit nach der ersten Belehnung der Herren von dem Wichmodeberg genannt Valepage gegen Ende des 14. Jahrhunderts trug der Fronhof den Namen Valepagenhof. Der Bau der heute noch in Teilen bestehenden Hofanlage geht auf das Jahr 1577 zurück. Das im Stil der Weserrenaissance gehaltene, verzierte Hofgebäude gilt als ältester Hof des Kreises Paderborn. Der sich heute im LWL-Freilichtmuseum Detmold befindende ehemalige Gografen-Hof war ursprünglich freiestend, mit einem Saalanbau und einer Hofkapelle versehen sowie zum Schutz mit Gräften und Landwehren umgeben. Zum Hauptlehen gehörten eine Jagd sowie eine Fischerei. Die Delbrücker Besitzungen überstanden den Dreißigjährigen Krieg. Im 18. Jahrhundert gelangten das Geschlecht durch Heirat in Besitz des Stammhofs der Familie v. Sporck. Die letzte Belehnung mit den Delbrücker Gütern datiert auf das Jahr der Auflösung des Abdinghofer Klosters im Jahre 1803. Den nach der Bauernbefreiung im 19. Jahrhundert noch verbleibenden Besitz vermachten die letzten Valepagen verwandten Familien. Auf dem noch erhaltenen Torbau des Valepagenhofs befindet sich zwischen den Wappen der Valepage und derer von Hülst eine niederdeutsche Reiminschrift, die auf den Delbrücker Gografen Jost Valepage und die Errichtung des Hofes im Jahre 1577 verweist.